# Déforestation aux Philippines

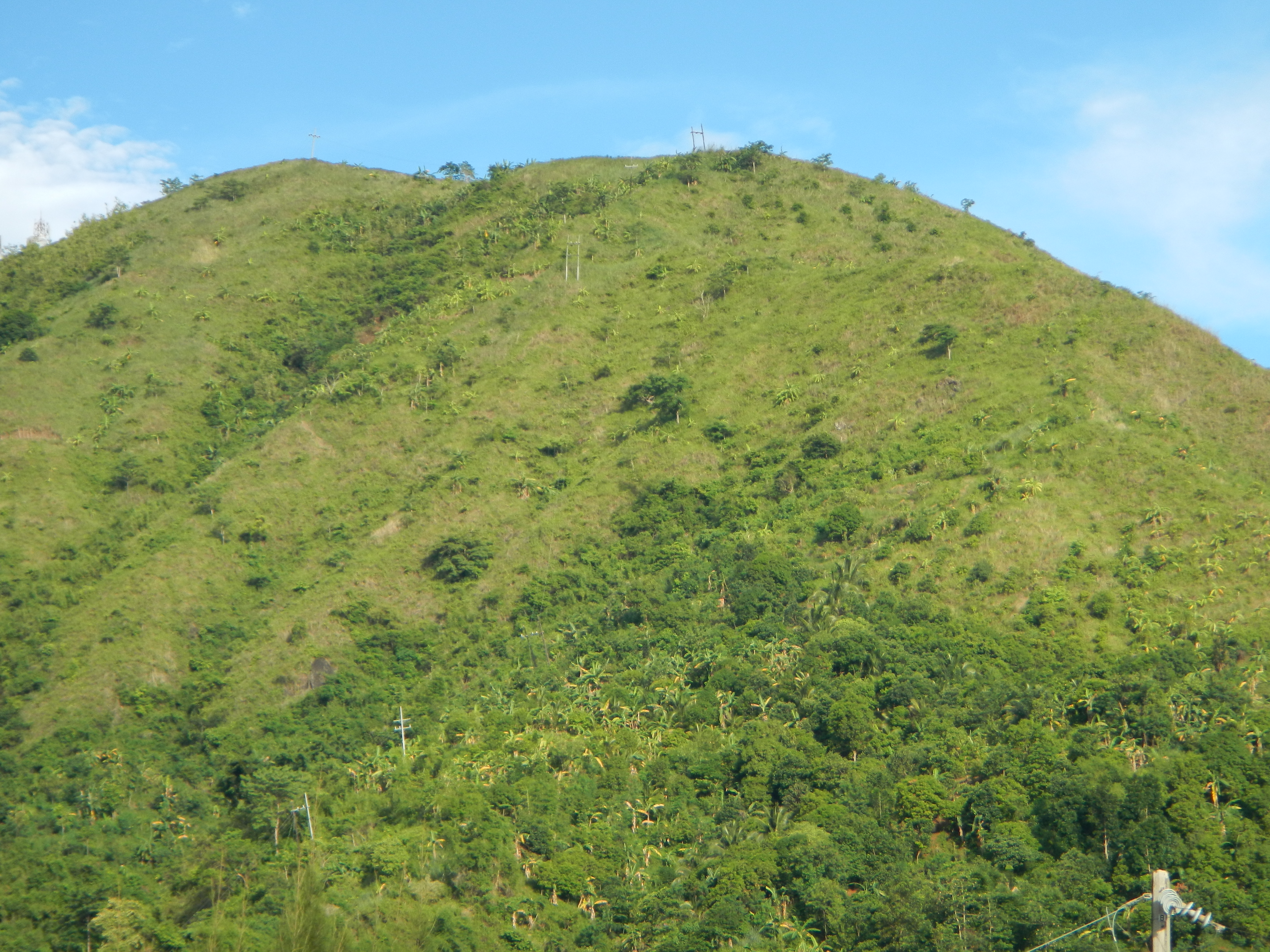
Montagne à l'est de Manille.

La déforestation aux Philippines, comme dans de nombreux pays d'Asie du Sud-Est, est un problème majeur dans le pays. Phénomène d'ampleur du XXe siècle, consécutif à l'exploitation intensive des forêts et à l’extension des terres agricoles sur fond de corruption ou de pauvreté, il menace la biodiversité d'un pays qui abrite de nombreuses espèces endémiques et contribue à amplifier les dégâts des catastrophes environnementales comme les cyclones. Des initiatives politiques et civiques tendent à inverser la tendance, bien que ce sujet reste un défi majeur.

## Taux de déforestation
La déforestation est un processus ayant commencé avec la colonisation, qui initia l'exploitation et la commercialisation des ressources ligneuses. En 1521, il est estimé que la forêt couvre 92 % du territoire. Cette proportion se réduit entre 49 et 52 % lors de la prise de possession du pays par les États-Unis en 1898, période pendant laquelle il est devenu un exportateur du bois. Lors de la domination américaine et japonaise, le taux de déforestation annuel a progressé jusqu'à 0,71 %.
Entre 1990 et 2005 les Philippines ont perdu un tiers de leurs forêts d'après la FAO. Au cours du XXe siècle le pays a vu sa couverture forestière passer de 70 % à moins de 20 %,. Seules 3,2 % des forêts humides sont intactes. D'après une étude d'utilisation des sols publiée en 1993, 9,8 millions d'hectares de forêt ont été perdus entre 1934 et 1988. Si le taux de déforestation a décliné entre 2001 et 2010, il s'est inversé depuis sous l'effet du programme de reboisement gouvernemental. Le couvert forestier a augmenté en moyenne par an de 3,29 % entre 2010 et 2015.

## Causes: de l'exploitation forestière à l'agriculture extensive

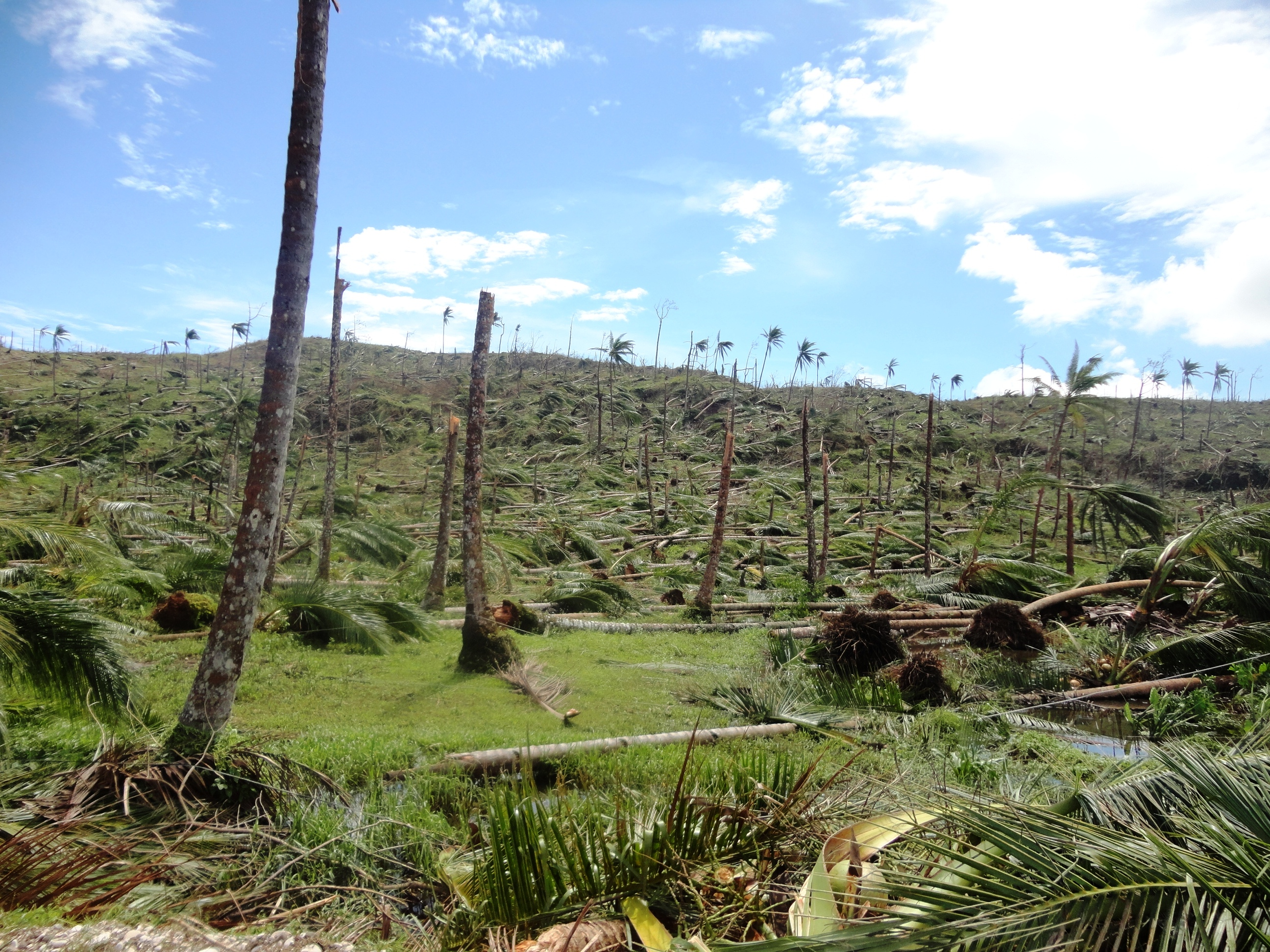
Déforestation aux Philippines après le passage d'un cyclone en 2012

Historiquement, c'est l'exploitation forestière intensive qui est la première cause du fort taux de déforestation, et à présent c'est surtout l'expansion des surfaces agricoles. Ponctuellement les cyclones et ouragans contribuent à la destruction de zones forestières.
L'exportation intensive des grumes a précédé l'industrialisation de la filière du bois. De 1967 à 1971, le pays dominait l'exportation mondiale de grumes de feuillus avec 11 millions de m3 exportés en moyenne par an. Elle était dans une large proportion tournée vers le Japon. Si la première usine de contreplaqué remonte aux années 1920, l’essor de cette industrie du bois date véritablement des années 1950. En 1975, de 120 à 150 m3 de bois par hectare étaient exploités dans les îles de Luzon et de Mindanaon surpassant de loin les exploitations forestières africaines et asiatiques. En 1974, selon les statistiques officielles, 388 scieries, (dont 94 uniquement pourvues d'une scie circulaire), 23 usines de déroulage et 29 usines de contreplaqué étaient enregistrées dans le pays, assurant respectivement 1 100, 600 et 160 milliers de mètres cubes par an en termes de production.
L'agriculture vivrière telle qu'elle est pratiquée aux Philippines, le kaingin en tagalog, est un facteur de la déforestation difficile à évaluer car elle recoupe une diversité de pratiques qui a pu même localement contribuer au reboisement ou du moins assurer une gestion pérenne de la forêt. Le kaingin renvoie à la culture sur brûlis, se couple à l'agriculture itinérante mais correspond parfois au simple défrichage ouvrant la conversion de la forêt en terres agricoles pérennes, avec ou sans période de jachère. Néanmoins, en dépit de la diversité ses formes, le kaingin s'est accentué avec la marginalisation d'une partie de la population après la Seconde Guerre mondiale, qui a défriché les forêts secondaires pour sa survie tandis que les forêts primaires étaient exploitées par quelques concessionnaires . Une étude réalisée entre 1994 et 2000 montre que la pratique d'une agriculture plus intensive grâce à l'irrigation des rizières a pu entraîner une baisse de la pression forestière, par la création d'emplois non agricoles et une hausse de la productivité.

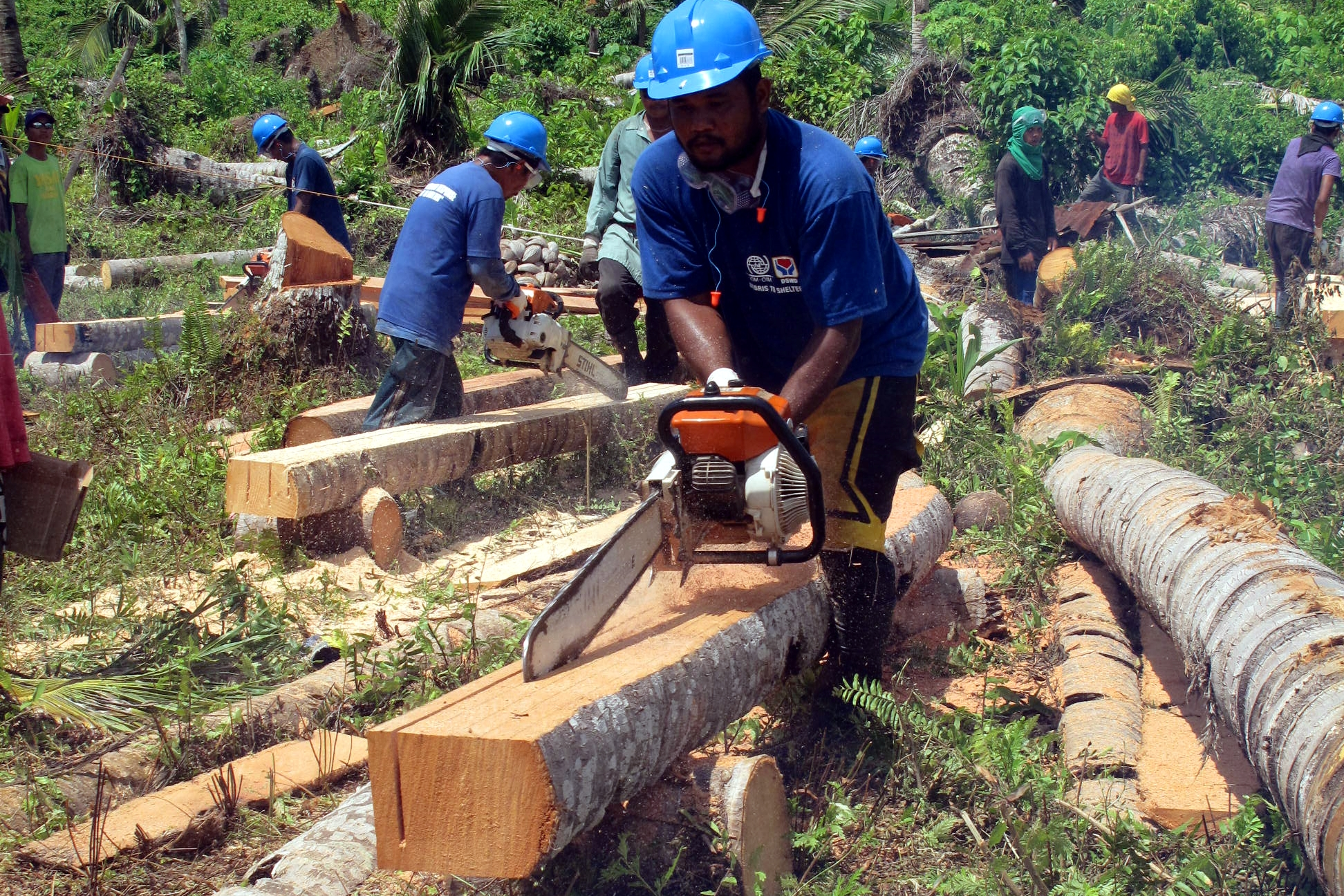
Transformation des palmiers à huile en poutres après le passage du typhon Haiyan.

D'après Jessica Tuchman Mathews, présidente du Carnegie Endowment for International Peace, la gestion à court terme du gouvernement philippin a contribué à un fort taux de déforestation dans le pays.

## Conséquences: terres dégradées et biodiversité menacée
Des coupes illégales ont lieu depuis des dizaines d'années, ce qui augmente l'impact des inondations, des cyclones et l'érosion des sols. En 2003, plus de 200 morts sont à déplorer, causés par des glissements de terrain venant de montagnes dépouillées de leurs arbres. Le kaingin peut maintenir une riche biodiversité avec une faible pression anthropique et un temps de rotation suffisant pour permettre la reforestation (jusqu'à trente années de repos et un temps de culture inférieur à 20 % du cycle). Ce cas de figure se révèle cependant minoritaire, et la pratique agricole intensive épuise les nutriments et la qualité des terres sans permettre la régénération des arbres, d'autant plus que des herbes moins bénéfiques pour la fertilité tendent à pousser sur les terrains en friche. Les genres Imperata et Hyparrhenia couvraient 40 % des Philippines en 1966. Le Imperata cylindrica possède un composé phénolique qui contribuerait à son allélopathie et expliquerait en partie son caractère invasif, contraire à l'épanouissement d'autres espèces végétales. De nombreux oiseaux, reptiles, amphibiens et mammifères sont menacés par la déforestation, parfois plus vite que le taux de déforestation le laisse envisager, d'une part car d'autre facteurs pèsent sur la faune locale, d'autre part parce que les aires les plus touchées correspondent parfois à des zones d'habitat privilégiés (78 % des oiseaux endémiques du pays se trouvent dans les forêts des basses terres).

## Protection de l'environnement

### Mesures politiques et commerciales

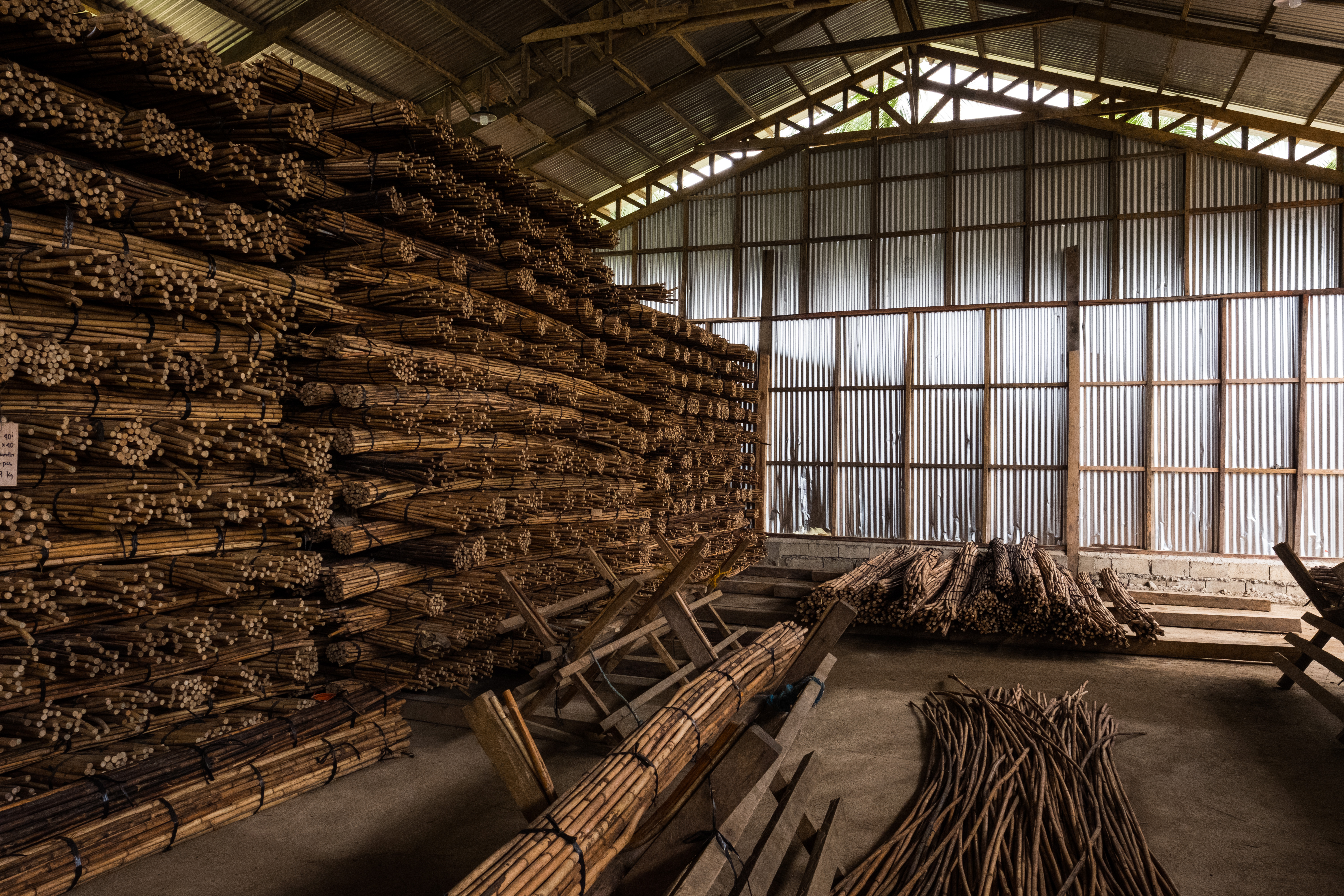
Stockage du rotin dans une entreprise de Palawan en 2017. La collecte de ce produit forestier non ligneux est peu surveillée.

En 1990, il existe 28 aires totalement protégées dans le pays, insuffisamment nombreuses et efficaces pour assurer la protection des forêts. Le Département de l’environnement et des ressources naturelles des Philippines manque alors de ressources et de compétences pour surveiller l'ensemble du territoire. L’exportation des grumes a été interdite en 1989 mais des pratiques de contrebande sont encore attestées en 1995. Des initiatives ont cependant été prises, comme la mise en place d'un système intégré d'aires protégées à Palawan. En 2005, si l'exportation de grumes est de manière générale interdite, les exceptions imposent une taxe de 20 % de la valeur, avec une surtaxe pour certaines essences. La non-application des lois et la corruption de la classe dirigeante ont entravé la lutte contre la déforestation et l'exploitation illégale au moins pendant la seconde moitié du XXe siècle, les propriétaires des concessions allant jusqu'à financer des campagnes électorales.
En 2011, un décret présidentiel lance le National Greening Program, un programme de reboisement associé à la réduction de la pauvreté, à la sécurité alimentaire et à l'adaptation au changement climatique. Entre 2011 et 2015, 1,5 million d'arbres ont été plantés sur 15000 km² et le programme a été étendu jusqu'en 2028 pour couvrir 75000 km² supplémentaires.

### Associations et militants écologistes
Des organisations privées essayent de lutter contre l'exploitation illégale de la forêt au péril de leur vie. Dans l'île de Palawan, l'association Palawan NGO Network Inc. opère, avec l'aval des autorités, à des arrestations citoyennes de bûcherons clandestins, mais des militants sont régulièrement assassinés.